# Kees Moeliker
Cornelis W. "Kees" Moeliker (Roterdã, 9 de outubro de 1960) é um biólogo holandês e antigo conservador e diretor do Museu de História Natural de Roterdã. Ele também é chefe do Gabinete Europeu dos Annals of Improbable Research.
O pai de Moeliker trabalhou por quarenta anos como ilustrador técnico para os correios holandeses (posteriormente substituídos). O próprio Kees recebeu educação na Escola Pieter Caland em Roterdã. Durante este tempo, ele costumava vagar pelas reservas naturais na área de Roterdã. Em uma de suas caminhadas, em 1973, ele fez a primeira observação registrada na área de um ganso-do-egito (Alopochen aegyptiacus).
Ele passou a estudar biologia e geografia em uma instituição de treinamento de professores em Delft.  Ele se formou com um projeto de pesquisa sobre a ecologia da alimentação no inverno da coruja-pequena (Asio otus). A pesquisa posteriormente forneceu a base para uma seção em sua compilação de 1989, "Owls" ("Uilen"). Moeliker também colaborou na pesquisa liderada pelo renomado professor de Biologia / Ornitologia Kees Heij, realizada na Universidade Livre de Amsterdã sobre a ecologia populacional do pardal-doméstico (Passer domesticus) em Roterdã.

Prêmio IgNobel
Moeliker é mais conhecido por sua observação em junho de 1995 de homossexualidade necrófila no pato Anas platyrhynchos. Ele é o primeiro biólogo a descrever e documentar esse comportamento em patos. Um pato macho colidiu com uma janela do Museu de História Natural, após o qual outro pato macho acasalou com o congênere morto por 75 minutos. O apelido de Moeliker, o 'homem-pato', surgiu como resultado desse avistamento. O pato morto está incluído na coleção do museu.
A descrição e as fotografias deste primeiro caso de necrofilia homossexual entre patos levaram Moeliker a receber o Prêmio IgNobel em 2003 em uma cerimônia realizada na Universidade de Harvard em Cambridge, Massachusetts. Este prêmio foi concedido à pesquisa Improvável desde 1991. Este chamado "estudo improvável" é uma pesquisa que "faz primeiro as pessoas rirem e depois pensarem", como a questão de por que um pica-pau não fica com dor de cabeça ao bater em uma árvore. O objetivo da organização de mesmo nome é interessar mais pessoas pela ciência.
Moeliker é Chefe do Gabinete Europeu de Pesquisa Improvável desde 2006. O Gabinete Europeo está localizado no Museu de História Natural de Roterdã e visa coletar exemplos de 'pesquisas improváveis' e nomeá-los para o Prêmio IgNobel. Neste contexto, o Gabinete Europeu também organiza eventos como o Dead Duck Day.